# Coelichneumon nipponicus
Coelichneumon nipponicus är en stekelart som beskrevs av Tohru Uchida 1927. Coelichneumon nipponicus ingår i släktet Coelichneumon och familjen brokparasitsteklar. Inga underarter finns listade i Catalogue of Life.